# Choratice
Obec Choratice se nachází v okrese Benešov, kraj Středočeský, asi 16 km severovýchodně od Benešova. Žije zde 65 obyvatel.

## Historie
První písemná zmínka o obci pochází z roku 1205. Jméno obce snad bylo původně Chorůtice, ves lidu Chorůtova. Někdy koncem 11. nebo 12. století jakýsi Pravota daroval tuto ves i s platem ze sázavského přívozu klášteru benediktýnů sv. Jana Křtitele na Ostrově. Tak se vznik připomíná k roku 1205. Jak dlouho byla ves v majetku kláštera ostrovského se neví, klášter v době husitské zanikl a roku 1473 patřila ves sázavskému klášteru.
V letech 1836–1852 došlo v celé rakouské monarchii k tzv. II. vojenskému mapování – Františkovo. Choratice jsou zde jmenovány jako Choratitz, uváděno je zde 27 domů, 30 obyvatel, 4 koně a 6 nejmenovaných míst.

### Územněsprávní začlenění
Dějiny územněsprávního začleňování zahrnují období od roku 1850 do současnosti. V chronologickém přehledu je uvedena územně administrativní příslušnost obce v roce, kdy ke změně došlo:
- 1850 země česká, kraj České Budějovice, politický a soudní okres Benešov[5]
- 1855 země česká, kraj Tábor, soudní okres Benešov
- 1868 země česká, politický a soudní okres Benešov
- 1939 země česká, Oberlandrat Tábor, politický i soudní okres Benešov[6]
- 1942 země česká, Oberlandrat Praha, politický i soudní okres Benešov[7]
- 1945 země česká, správní i soudní okres Benešov[8]
- 1949 Pražský kraj, okres Benešov[9]
- 1960 Středočeský kraj, okres Benešov
- 2003 Středočeský kraj, okres Benešov, obec s rozšířenou působností Benešov

### Rok 1932
V obci Choratice (přísl. Javor, Xaverov, 325 obyvatel) byly v roce 1932 evidovány tyto živnosti a obchody: 2 hostince, kovář, krejčí obuvník, obchod s lahvovým pivem, obchod se smíšeným zbožím, švadlena, 2 trafiky, velkostatek Pecha.

## Doprava
Na území obce zasahuje silnice II/110 v úseku Ostředek – Sázava a z této silnice odbočuje III/1108 do Choratic. Železniční trať ani stanice na území obce nejsou.
Z obce vedly v roce 2012 autobusové linky např. do těchto cílů: Benešov, Chocerady, Praha, Sázava.